# 查伊曼·瑟德萨克
查伊曼·瑟德萨克（皇家轉寫：Therdsak Chaiman；1973年9月29日—）泰国足球运动员，出生在曼谷。身高165公分，泰国国家队中场核心，查伊曼继承了东南亚球员的特点，个头小但速度快且具有一定的进攻冲击力，是当今东南亚足坛最出色的球员之一。
2002年率领泰国队夺得东南亚老虎杯的桂冠，个人获得杯赛最有价值球员称号，现效力于新加坡职业足球联赛球队新加坡武装部队FC。在泰国联赛BEC特罗萨萨纳时， 查伊曼是联赛的任意球专家。他领导球队在2003年的亚洲冠军联赛决赛中击败西亚强队艾尔阿因队，虽然最终球队决赛两回合1-2失利但查伊曼的出色表现依然获得了那一届的亚冠联赛最有价值球员称号。2004年查伊曼转会到越南联赛的东亚银行队，但因为严重的腹股沟伤势没有什么发挥，2005年查伊曼重新回到曾经效力过的新加坡武装部队FC。
2007年，由于劳累而长期未入国家队的查伊曼被重新召入队中参加由泰国和其他三个东南亚国家合办的2007年亚洲杯足球赛。

## 个人荣誉
| 时间   | 代表球队          | 赛事         | 获得荣誉     |
| ------ | ----------------- | ------------ | ------------ |
| 2002年 | 泰国国家队        | 东南亚老虎杯 | 最有价值球员 |
| 2003年 | 泰国BEC特罗萨萨纳 | 亚洲冠军联赛 | 最有价值球员 |